# Olympische Sommerspiele 1972/Teilnehmer (Bermuda)
| Gelbes Symbol für Goldmedaillen mit stilisierten Olympischen Ringen | Graues Symbol für Silbermedaillen mit stilisierten Olympischen Ringen | Braundes Symbol für Bronzemedaillen mit stilisierten Olympischen Ringen |
| ------------------------------------------------------------------- | --------------------------------------------------------------------- | ----------------------------------------------------------------------- |
| —                                                                   | —                                                                     | —                                                                       |

Bermuda nahm an den Olympischen Sommerspielen 1972 in München mit einer Delegation von neun Sportlern (allesamt Männer) teil. Diese traten in drei Sportarten bei fünf Wettbewerben an. Der Segler Kirk Cooper wurde als Fahnenträger zur Eröffnungsfeier ausgewählt.

## Teilnehmer nach Sportarten

### Boxen
- Roy Johnson
Leichtgewicht: 17. Platz

### Rudern
- Jim Butterfield
Einer: 1. Runde (Hoffnungslauf)

### Segeln
- Paul Hiles
Finn-Dinghy: 15. Platz
- Eugene Simmons
Drachen: 13. Platz
- James Amos
Drachen: 13. Platz
- Richard Belvin
Drachen: 13. Platz
- Kirk Cooper
Soling: 15. Platz
- Alex Cooper
Soling: 15. Platz
- Jordy Walker
Soling: 15. Platz